# Adolf I (hrabia Bergu)
Adolf I (III) (zm. 1106/1152) – hrabia Bergu od ok. 1090. 

## Życiorys
Był synem hrabiego Bergu Adolfa (II) i Adelajdy, dziedziczki hrabstwa Hövel, córki hrabiego Henryka II. Został następcą ojca jako dziecko. Popierał cesarza Henryka IV. Był żonaty z Adelajdą, córką Rütgera II z Kleve. Mieli następujące dzieci:
- Adolf II (IV), hrabia Bergu,
- Bruno, arcybiskup Kolonii,
- Arnold, hrabia Deutz,
- Eberhard, opat w Georgenthal,
- Gizela, żona hrabiego Schwarzburga Sizzona III[1].